# Harrods
Хародс (енгл. Harrods) је једна од најпознатијих робних кућа на свету. Она се налази у улици Брамптон у Најтсбриџу, у општини Кенсингтон и Челси. Сам објекат је величанствен са продајним простором укупне површине 90.000 m² по чему је једна од највећих робних кућа у Европи. Ту се налази више од 300 продавница разне скупоцене робе.
Хародс као бренд обухвата још неке компаније у оквиру Хародс групе: Хародс банка, Хародс авијејшон и др.

## Историја
Оснивач Хародса је Чарлс Хенри Харод који је започео посао 1924. јужно од реке Темзе у Саутварку. Годинама се посао ширио да би 1949. купио малу радњу на којој се данас налази робна кућа. Разлог је била Велика изложба одржавана 1851. у Хајд парку, па је желео да буде ближи том важном догађају. Почео је у једној просторији са само два продавца и једним куриром. Хародов син Чарлс Дигби Харод је успешно водио малопродају лекова, парфема, канцеларијског материјала, воћа и поврћа. Након тога Хародс се нагло ширио и повећавао промет да би 1880. запошљавао преко 100 продаваца.
Нагли раст Хародса је заустављен почетком децембра 1883, када је читава зграда изгорела до темеља. И поред тога, Чарлс Харод је испунио све обавезе према клијентима и тога Божића остварио рекордан профит. Врло брзо је изграђена нова зграда на истој локацији. Купци у новоизграђеној робној кући су биле многе познате личности који су добили могућност куповине на кредит. Најпознатији су: Оскар Вајлд, Лили Ленгри, Чарли Чаплин, Зигмунд Фројд као и многи чланови британске краљевске породице.
Дана 16. новембра 1898, Хародс је добио прве покретне степенице. Многи купци су се уплашили те новине па им је нуђена ракија на врху степеница како би их окрепило после вожње степеницама.
Робну кућа Хародс су 1985. купила браћа Фајед. Након пуних 25 година Мухамед ел Фајед је продао робну кућу Катар холдингу, односно катарској краљевској породици за 1,5 милијарди фунти.

## Производи и услуге
У робној кући Хародс се могу наћи многи производи углавном врхунског квалитета и за људе велике платежне моћи. Радње су груписане према врсти продајне робе у апартмане односно заједничке просторије. Најзначајнији производи су пре свега скупоцени накити и парфеми, као и скупоцена одећа и обућа. Такође у одређеним деловима постоје продавнице хране од месара са различитим врстама сувомеснатих производа, сиревима па до класичних самопослуга са свакодневним потрепштинама. Наравно, попут осталих продавница и овде се продају само најлуксузнији производи.
У Хародсу се налазе 32 ресторана, у којима се сервира све од чајева, преко пице која се пече испред купаца па до врхунских јела. Постоје и остале услужне делатности као што је достава хране, спа, центар лепоте, шишање и многе друге.
У Хародсу данас ради преко 5000 људи из преко 40 земаља света. У најпосећенијим данима у години, што је најчешће око Божића, Хародс посећује скоро 300.000 људи.